# Sollevamento pesi ai Giochi della XXIX Olimpiade - 85 kg maschile
Il concorso del Sollevamento pesi ai Giochi della XXIX Olimpiade, categoria 85 kg maschile si è svolto il 15 agosto 2008 presso il Beihang University Gymnasium.
La competizione è stata vinta dal sollevatore cinese Lu Yong.
La medaglia d'argento è stata assegnata all'armeno Tigran Martirosyan dopo che la classifica è stata rivista a seguito della squalifica del bielorusso Andrėj Rybakoŭ, risultato positivo ad un controllo antidoping effettuato nel 2016 su un campione biologico prelevato durante le competizioni olimpiche. Le rianalisi, infatti, hanno rilevato come Andrėj Rybakoŭ avesse fatto uso di sostanze proibite dal regolamento come l'oral turinabol e lo stanozolol.
La medaglia di bronzo è stata attribuita al cubano Jadier Valladares, originariamente classificatosi quinto, considerato che il kazako Vladimir Sedov, quarto in gara, è risultato positivo al stanozolol.
Il Comitato Olimpico Internazionale (CIO), sempre nel 2016, ha squalificato anche l'atleta azero Intigam Zairov anche lui risultato positivo ad un test antidoping che ha accertato l'assunzione di turinabol. Per tale ragione il suo risultato, il nono posto in classifica, è stato cancellato.

## Risultati
| Pos.    | Atleta              | Nazione      | Gruppo | Peso corporeo | Strappo | Strappo | Strappo | Strappo   | Slancio | Slancio | Slancio | Slancio   | Totale |
| Pos.    | Atleta              | Nazione      | Gruppo | Peso corporeo | 1       | 2       | 3       | Risultati | 4       | 5       | 6       | Risultati | Totale |
| ------- | ------------------- | ------------ | ------ | ------------- | ------- | ------- | ------- | --------- | ------- | ------- | ------- | --------- | ------ |
| Oro     | Lu Yong             | Cina         | A      | 84.41         | 175     | 180     | 183     | 180       | 208     | 214     | 214     | 214       | 394    |
| Argento | Tigran Martirosyan  | Armenia      | A      | 83.78         | 172     | 177     | 180     | 177       | 203     | 203     | 206     | 203       | 380    |
| Bronzo  | Jadier Valladares   | Cuba         | A      | 84.84         | 161     | 166     | 169     | 169       | 198     | 198     | 203     | 203       | 372    |
| 4       | Benjamin Hennequin  | Francia      | A      | 84.55         | 157     | 162     | 162     | 162       | 196     | 201     | 205     | 205       | 367    |
| 5       | Mansurbek Chashemov | Uzbekistan   | A      | 84.71         | 165     | 165     | 169     | 165       | 195     | 199     | 202     | 202       | 367    |
| 6       | Kendrick Farris     | Stati Uniti  | B      | 84.14         | 153     | 157     | 160     | 160       | 195     | 195     | 202     | 202       | 362    |
| 7       | Carlos Andica       | Colombia     | B      | 84.62         | 155     | 160     | 160     | 155       | 190     | 195     | 201     | 201       | 356    |
| 8       | Ulanbek Moldodosov  | Kirghizistan | B      | 84.74         | 152     | 160     | 160     | 152       | 182     | 190     | 194     | 194       | 346    |
| 9       | Ondrej Kutlík       | Slovacchia   | B      | 84.89         | 150     | 155     | 155     | 150       | 186     | 191     | 193     | 193       | 343    |
| 10      | Benedict Uloko      | Nigeria      | B      | 84.97         | 144     | 148     | 151     | 148       | 187     | 187     | 191     | 191       | 339    |
| 11      | Brice Batchaya      | Camerun      | B      | 82.77         | 150     | 153     | 155     | 153       | 180     | 185     | 185     | 180       | 333    |
| 12      | David Katoatau      | Kiribati     | B      | 84.17         | 130     | 130     | 135     | 135       | 170     | 178     | 178     | 178       | 313    |
| 13      | Terrence Dixie      | Seychelles   | B      | 82.67         | 110     | 115     | 115     | 115       | 130     | 140     | 140     | 140       | 255    |
| —       | İzzet İnce          | Turchia      | A      | 84.29         | 165     | 165     | 170     | 170       | 190     | —       | —       | —         | —      |
| —       | Vadzim Straltsou    | Bielorussia  | A      | 84.37         | 170     | —       | —       | —         | —       | —       | —       | —         | —      |
| —       | Rauli Tsirekidze    | Georgia      | B      | 84.55         | 143     | 143     | 148     | 143       | —       | —       | —       | —         | —      |
| —       | Herbys Márquez      | Venezuela    | B      | 84.91         | 152     | 152     | 152     | —         | —       | —       | —       | —         | —      |
| —       | Edgar Gevorgyan     | Armenia      | A      | 84.69         | 170     | 170     | 176     | 176       | 196     | 196     | 196     | —         | —      |
| dq      | Andrėj Rybakoŭ      | Bielorussia  | A      | 84.69         | 180     | 185     | 185     | —         | 200     | 204     | 209     | —         | —      |
| dq      | Vladimir Sedov      | Kazakistan   | A      | 84.54         | 170     | 175     | 180     | —         | 200     | 203     | 203     | —         | —      |
| dq      | Intigam Zairov      | Azerbaigian  | A      | 84.52         | 160     | 166     | 166     | —         | 195     | 199     | 199     | —         | —      |